# Margrethe Welhaven
Margrethe Petersen Welhaven (Holmestrand, 2 september 1851 – Oslo, 5 november 1940) was een Noors kunstschilder.
Margrethe Backer Petersen werd geboren in het gezin van koopman Niels Christensen Backer en Sophie Smith-Petersen. Ze had als zusters de pianiste/componiste Agathe Backer-Grøndahl, de schilderes Harriet Backer en bijna zangeres Inga Agathe Backer. Ze huwde 16 december 1876 met de architect en schrijver Hjalmar Welhaven. Het echtpaar kreeg minstens acht kinderen, waaronder de schilder Astri Welhaven Heiberg en beeldhouwer Sigri Welhaven. Via de Welhaventak is er dan nog een verbinding naar Maren Sars.
Ze werd minder beroemd dan haar zusters, maar nam een centrale rol in het leven van haar man en dus het culturele leven in Noorwegen.